# 堀江車站 (台灣)
堀江車站位於台灣台北市古亭區（今中正區），以開通時的所在地臺北市堀江町為名，曾先後為臺北鐵道株式會社及臺灣鐵路管理局新店線（現已廢止）的鐵路車站。

## 利用狀況
站址約位於今汀州路上，莒光路口一帶。廢止前為貨運站，並未辦理客運業務。

## 歷史
- 1938年10月29日：設置「堀江驛」[1]，並且開始辦理貨運。
- 戰後新店線由台鐵接手經營。
- 1965年3月25日：隨著新店線停駛而廢止[2]。

## 腳註

### 來源資料
1. ↑  臺灣總督府. .  第3424號. 國史館臺灣文獻館. 1938-11-02: 頁9. 臺北鐵道株式會社萬華新店間鐵道ニ堀江貨物停車場ヲ新設シ昭和十三年十月二十九日ヨリ運輸營業ヲ開始ス其ノ營業粁程左ノ通
2. ↑  . 臺灣民聲日報 (國立公共資訊圖書館 數位典藏服務網). 1965-03-15  [2022-01-20]. （原始内容存档于2021-12-05）.